# V345 Большого Пса
V345 Большого Пса (лат. V345 Canis Majoris) — одиночная переменная звезда в созвездии Большого Пса на расстоянии (вычисленном из значения параллакса) приблизительно 8617 световых лет (около 2642 парсеков) от Солнца. Видимая звёздная величина звезды — от +14m до +12,8m.

## Характеристики
V345 Большого Пса — красная углеродная пульсирующая полуправильная переменная звезда типа SRB (SRB) спектрального класса C.